# Heinz Meiners
Heinz Meiners (* 21. April 1944) ist ein ehemaliger deutscher Fußballspieler.

## Laufbahn
Der Abwehrspieler war von 1967 bis 1973 für Eintracht Gelsenkirchen in der damals zweitklassigen Regionalliga West aktiv und machte dort insgesamt 134 Spiele (acht Tore). 1973 wechselte er ins Saarland zum FC 08 Homburg in die Regionalliga Süd. Das letzte Jahr des alten Systems des Bundesligaunterbaus durch die Regionalliga, 1973/74, beendete Meiners mit dem FCH hinter den zwei Ex-Bundesligisten Borussia Neunkirchen und dem 1. FC Saarbrücken auf dem dritten Rang. Mit zwei Punkten Rückstand auf Saarbrücken verpasste man die Aufstiegsspiele zur Bundesliga nur knapp, qualifizierte sich jedoch souverän für die ab 1974 neu geschaffene 2. Bundesliga Süd. In der Premierensaison der zweiten Bundesliga absolvierte Heinz Meiners 29 Spiele und belegte mit der Mannschaft um Manfred Lenz, Albert Müller und Torjäger Otmar Ludwig den 14. Rang, punktgleich mit der SpVgg Fürth und dem SV Röchling Völklingen. Eine bessere Platzierung machte die negative 6:32-Punktebilanz in den Auswärtsspielen zunichte. 
Im Sommer 1975 holte ihn sein früherer Gelsenkirchener Trainer Friedel Elting zum 1. FC Bocholt in die Verbandsliga Niederrhein, wo Meiners auch auf seine ehemaligen Mannschaftskameraden Jan Roeloffzen und Erwin Maslowski traf. Nachdem er zu Saisonbeginn noch auf der Bank saß, wurde Heinz Meiners am 6. Spieltag gegen BV Altenessen 06 erstmals für die Startelf nominiert und war fortan fester Bestandteil der Bocholter Abwehr. Mit den Schwatten vom Hünting wurde er in der Saison 1975/76 Niederrheinmeister, dabei ließ man die favorisierten Konkurrenten Rot-Weiß Oberhausen, Olympia Bocholt und VfR Neuss klar hinter sich. In der folgenden Aufstiegsrunde zur 2. Bundesliga scheiterte der Verein jedoch knapp und nur aufgrund der Tordifferenz am Bonner SC und VfL Wolfsburg. Heinz Meiners wurde dabei zum tragischen Unglücksraben, als er in der vorentscheidenden Partie gegen den Bonner SC (1:1) kurz vor Spielende einen Elfmeter verschoss. 